# Al-Hilal
Al-Hilal (puni naziv: Al-Hilal Saudi Football Club; arapski: نادي الهلال) je saudijski nogometni klub iz Rijada. Al Hilal je jedan od klasičnih klubova FIFA.
Klub je osnovan 15. listopada 1957. godine.

## Uspjesi

### Domaći
- Saudijska premijer liga
  - Prvak (19): 1976./77., 1978./79., 1984./85., 1985./86., 1987./88., 1989./90., 1995./96., 1997./98., 2001./02., 2004./05., 2007./08., 2009./10., 2010./11., 2016./17., 2017./18., 2019./20., 2020./21., 2021./22., 2023./24.
- Kraljevski kup
  - Osvajač (11): 1961., 1964., 1980., 1982., 1984., 1989., 2015., 2017., 2019./20., 2022./23., 2023./24.
- Prinčevski kup
  - Osvajač (13): 1963./64., 1994./95., 1999./00., 2003., 2004./05., 2005./06., 2007./08., 2008./09., 2009./10., 2010./11., 2011./12., 2012./13., 2015./16.
- Saudijski superkup
  - Osvajač (5): 2015., 2018., 2021., 2023., 2024.
- Savezni kup
  - Osvajač (7): 1986./87., 1989./90., 1992./93., 1995./96., 1999./2000., 2004./05., 2005./06.

### Azijski
- AFC Liga prvaka
  - Osvajač (4): 1991./92., 1999./00., 2019., 2021.
  - Finalist (5):  1986./87., 1987./88., 2014., 2017., 2022.
- AFC Kup pobjednika kupova
  - Osvajač (2): 1997., 2002.
- AFC Superkup
  - Pobjednik (2): 1997., 2000.
  - Finalist (1): 2002.

## Vanjske poveznice
- Službene stranice (engl.)